# Paradiese

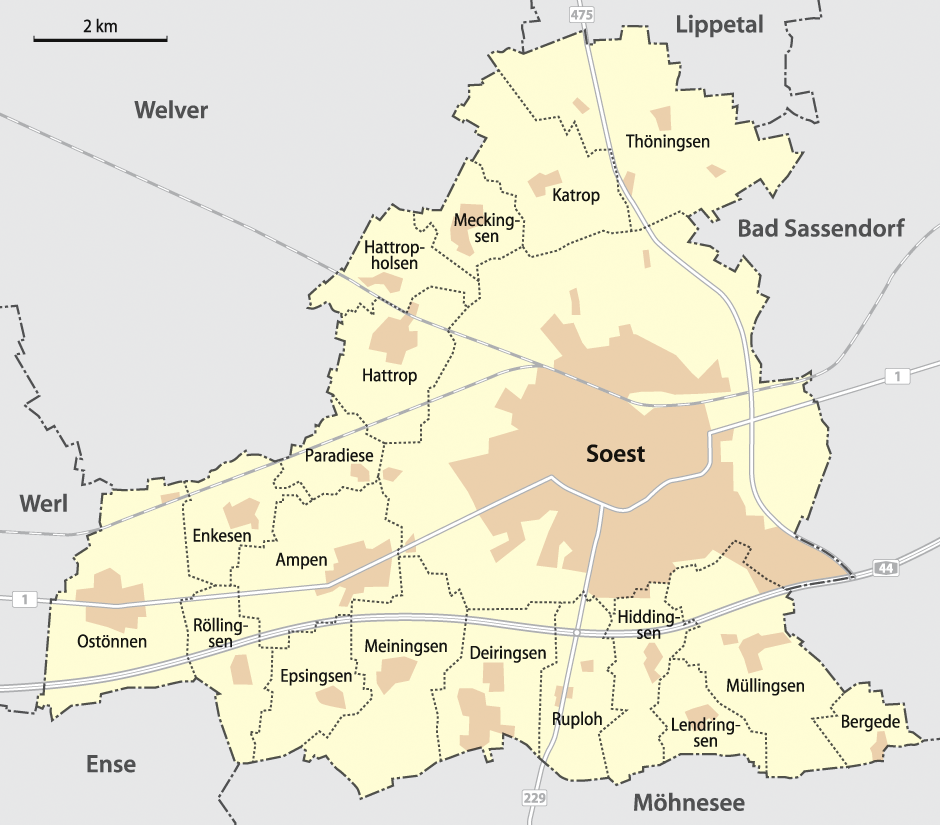
Soest und seine Ortsteile

Paradiese ist ein Ortsteil von Soest in Westfalen.

## Geschichte
Paradiese geht dem Namen nach auf einen 1253 eingerichteten Dominikanerinnen-Konvent zurück, der in diesem Jahr erstmals als Paradyso erwähnt wurde. 
Der Hof, auf dem dieser Konvent durch das Soester Dominikanerkloster „Zum heiligen Kreuz“ eingerichtet wurde, trug zuvor den Namen Alvoldinchusen (mit der typisch sächsischen und regionaltypischen Namensendung -inchusen, heute -ingsen). Bekannt wurde das Kloster Paradiese durch Grimmelshausens Roman Der abenteuerliche Simplicissimus. Das während der vergangenen zwei Jahrhunderte stark verfallene Klostergebäude wurde in den letzten Jahren mit Unterstützung des Landes Nordrhein-Westfalen aufwändig restauriert und beherbergt heute ein privates onkologisches Gesundheitszentrum.

### Gemeinde
Die Gemeinde entstand 1868 durch Ausgliederung aus der Gemeinde Schwefe.
Am 1. Juli 1969 wurde Paradiese durch das Soest/Beckum-Gesetz in die Kreisstadt Soest eingegliedert.
Einwohnerentwicklung
| Jahr | Ew. |
| ---- | --- |
| 1933 | 62  |
| 1939 | 56  |
| 1961 | 61  |
| 1998 | 60  |
| 2005 | 69  |
| 2008 | 63  |

Der Ort hat eine Fläche von etwa 151 ha.

## Kultur und Sehenswürdigkeiten

### Kloster
Die Gründung des Nonnen-Klosters wurde 1251 durch den Kölner Ordensprovinzial der Dominikaner Johannes von Wildeshausen angeregt. Voraussetzung der Klostergründung am Ort war die Schenkung des Hofes Alvoldinchusen durch Otto von Tecklenburg. Lehnsmann auf diesem Hof war zu der Zeit Ritter Heinrich von Alvoldinchusen, unmittelbarer Lehnsherr Theodor von Honrode. Die Genehmigung zur Gründung des Klosters wurde am 25. Juli 1252 durch den Kölner Erzbischof Konrad von Hochstaden erteilt. Zusammen mit Albertus Magnus, der 1255 die Professgelübde der Nonnen entgegennahm, gilt Hochstaden als Gründer des Klosters.   

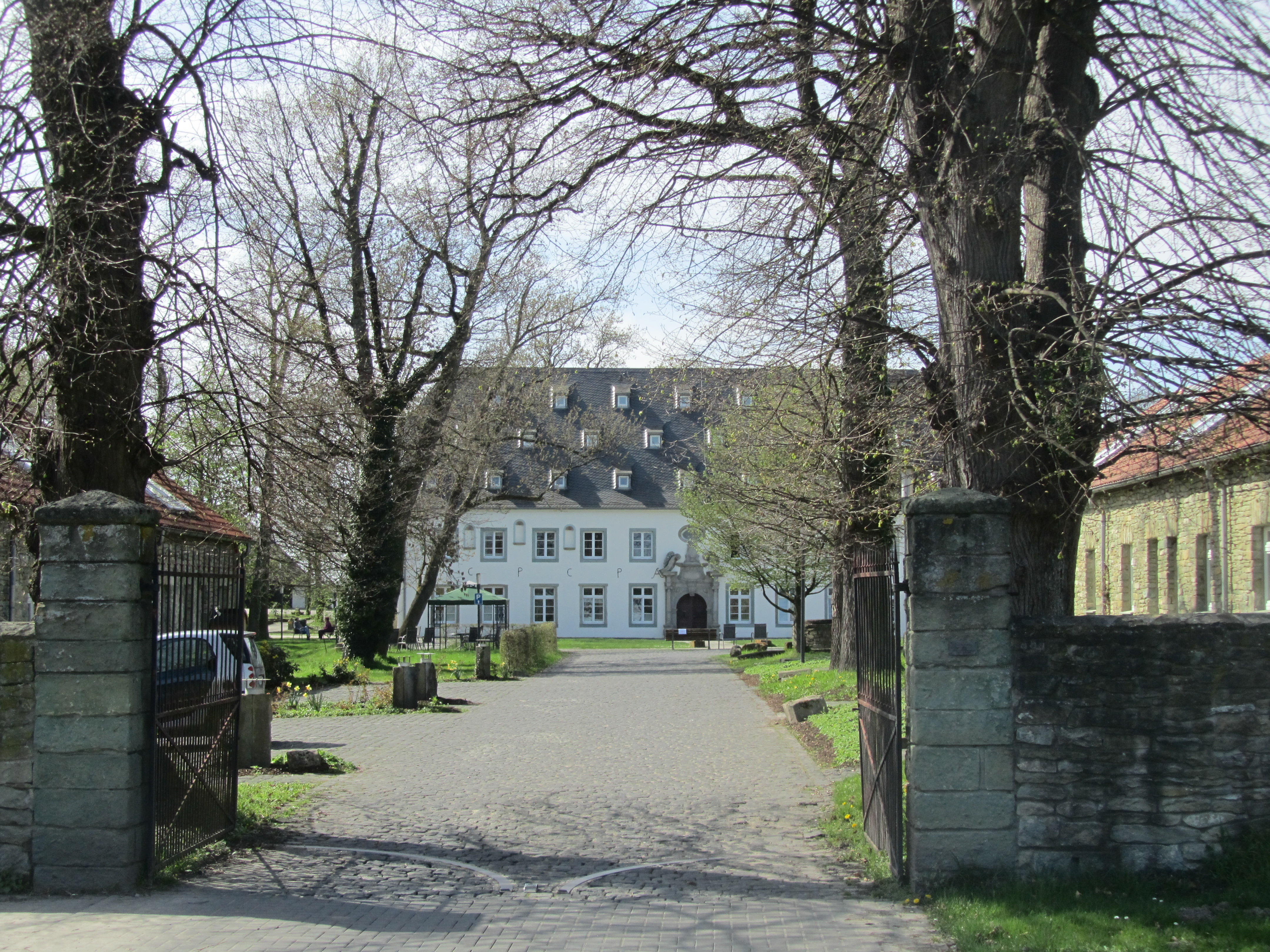
Blick durch die Pforte nach Westen auf das Haupthaus

1259 wurde die Klosterkirche unter dem Patrozinium des Erzengels Michael eingeweiht. Mit den Erwerbungen von 1263 (von Conrad III., Burgherr zu Stromberg) wurde der Grundstein für die enge Beziehung zwischen Paradiese und dem benachbarten Dorf Schwefe (heute Ortsteil der Gemeinde Welver) gelegt; das Patronat über die Kirche St. Severin in Schwefe bestand weit über die Zeit der Reformation hinaus bis 1811. Die Annahme des lutherischen Bekenntnisses 1531 durch die Stadt Soest, die sich auch auf ihr Herrschaftsgebiet, die Soester Börde, erstreckte, wurde vom Kloster zunächst nicht mitgetragen. So konnte Johannes Gropper von Paradiese aus versuchen, die nahe Stadt wieder für den Katholizismus zu gewinnen. In der Zeit des Dreißigjährigen Krieges ließ Grimmelshausen seinen Romanhelden Simplicius Simplicissimus, den „Jäger von Soest“, die Wintermonate 1636/37 im Kloster verbringen. 1660 entstand neben dem weiterhin katholischen Kloster ein evangelisches Damenstift. Zwischen 1690 und 1710 wurden die Klostergebäude im Stile des Barock umgestaltet. 1780 starb Raimund Bruns als Propst von Paradiese.
Entsprechend den Bestimmungen des Reichsdeputationshauptschlusses wurden 1808 das katholische Kloster und 1811 das evangelische Damenstift aufgehoben. In Folge kam es zum Verkauf des Klosterbesitzes und zur Aufteilung von Grundstücken und Gebäuden, von denen ein Teil auch an die letzte Stiftsäbtissin Dorothea Kipp ging. 
Bis 1995 verfiel das historische Klosterareal zusehends; neben landwirtschaftliche trat zeitweise die gewerbliche Nutzung eines Teils der Gebäude, so z. B. als Nagelschmiede (19. Jahrhundert). Von 1995 bis 2001 wurde das Anwesen durch die neuen Besitzer restauriert, die hier ein onkologisches Gesundheitszentrum einrichteten.
Zum Kloster Paradiese gehörte auch das Pilgrimhaus in Soest.

## Bildergalerie

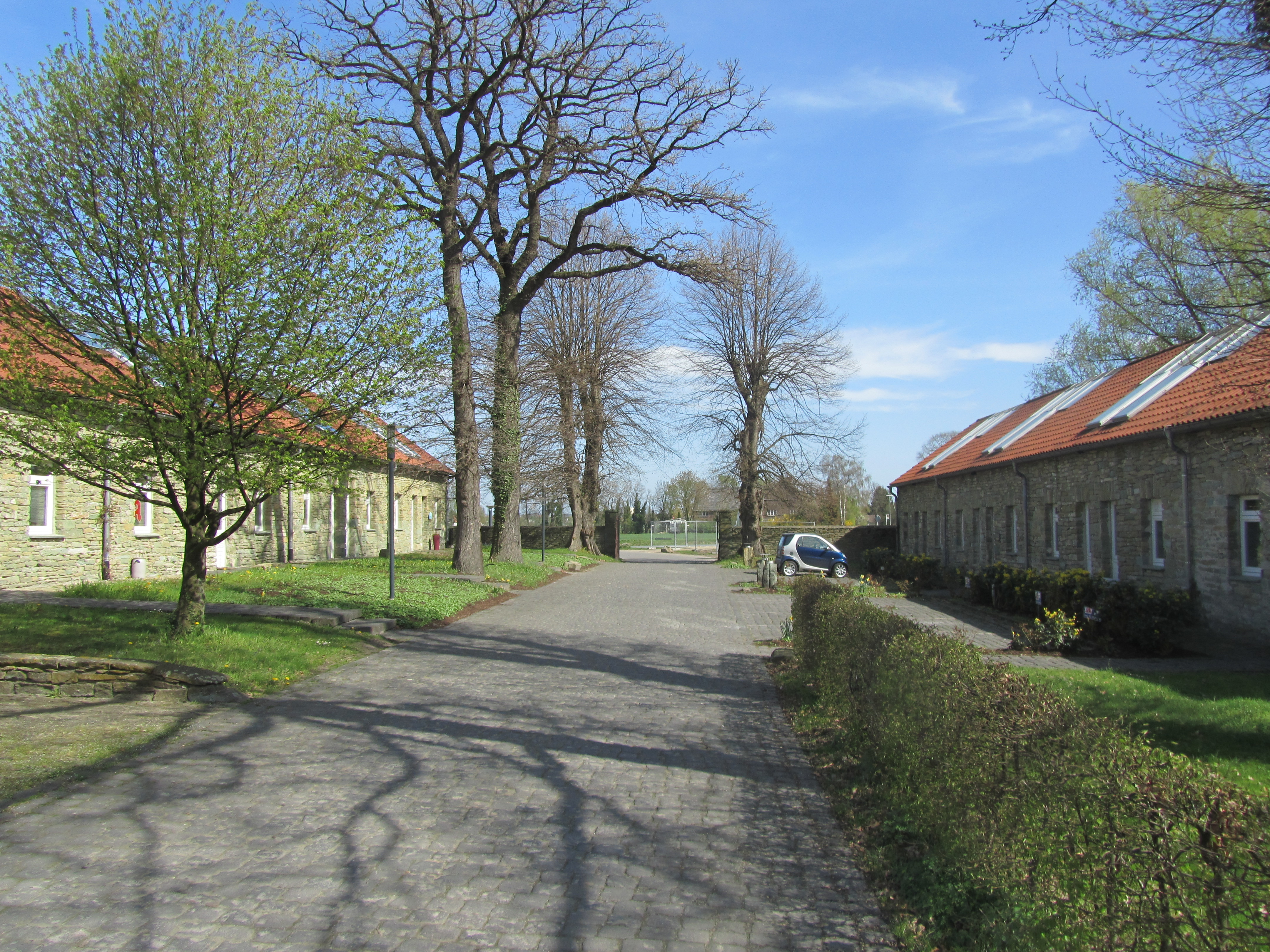
Ehemalige Nagelschmieden von 1836
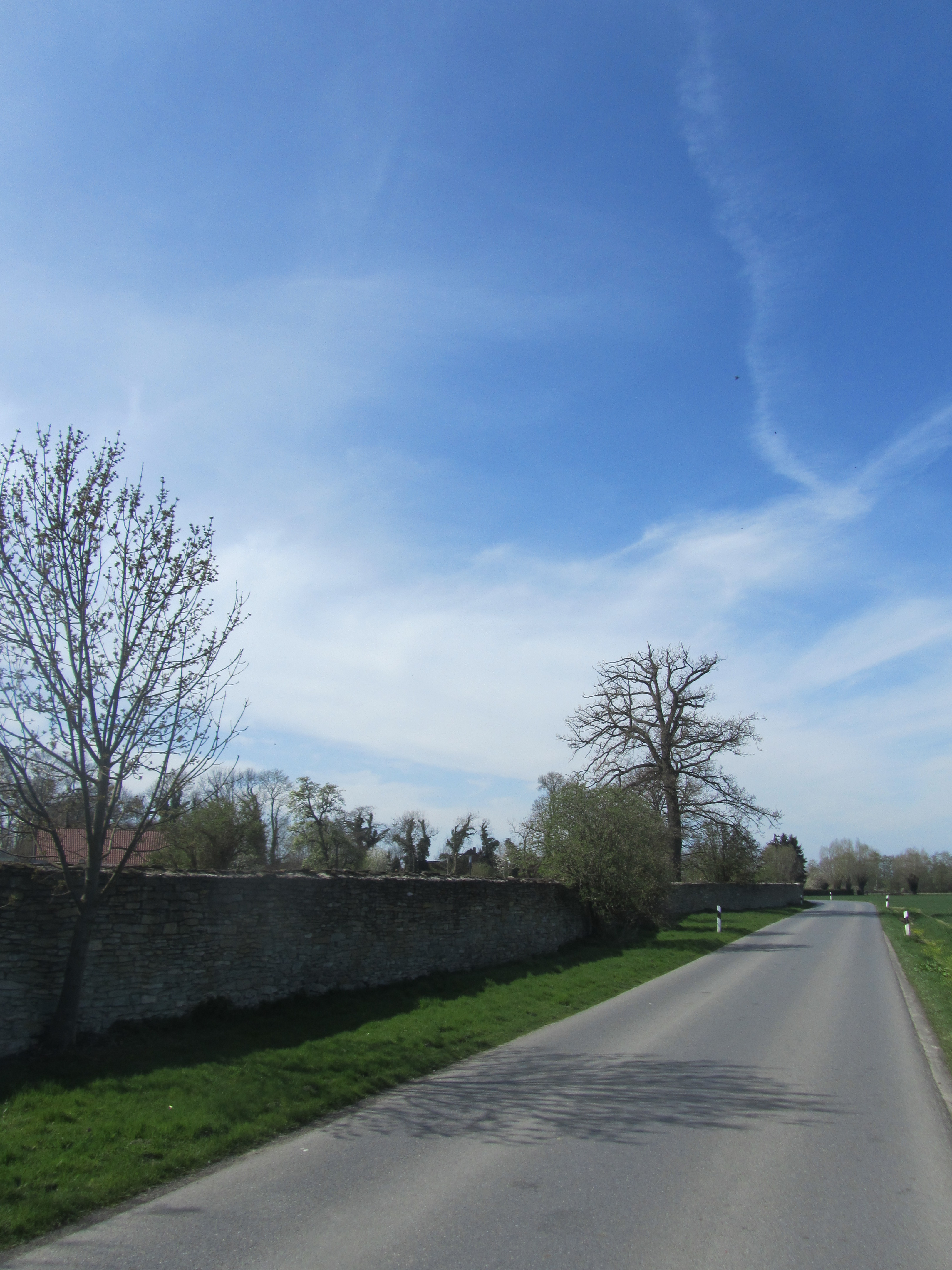
Nördliche Grenzmauer aus Grünsandstein am Weg nach Schwefe
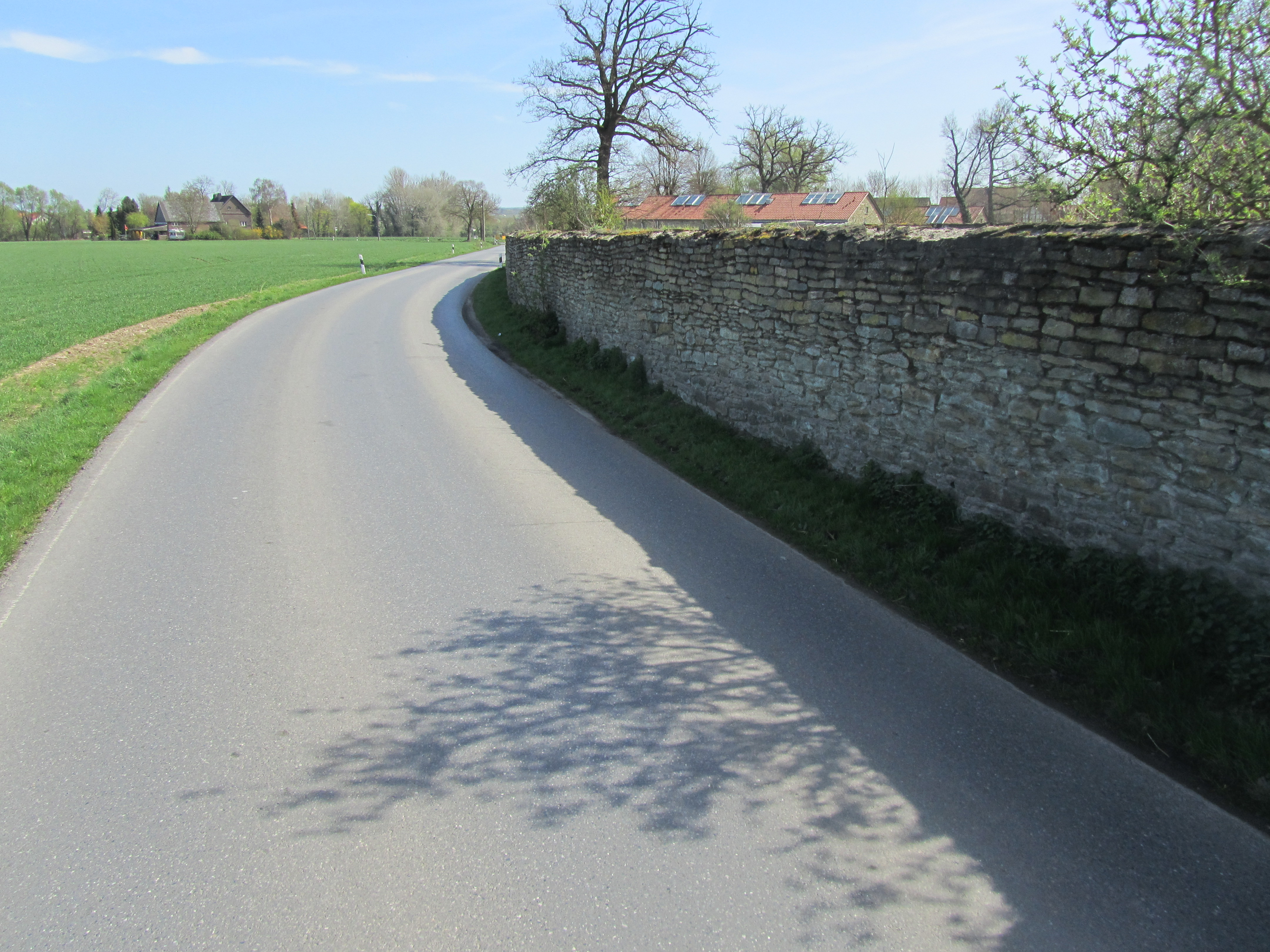
Nördliche Grenzmauer aus Grünsandstein am Weg nach Schwefe
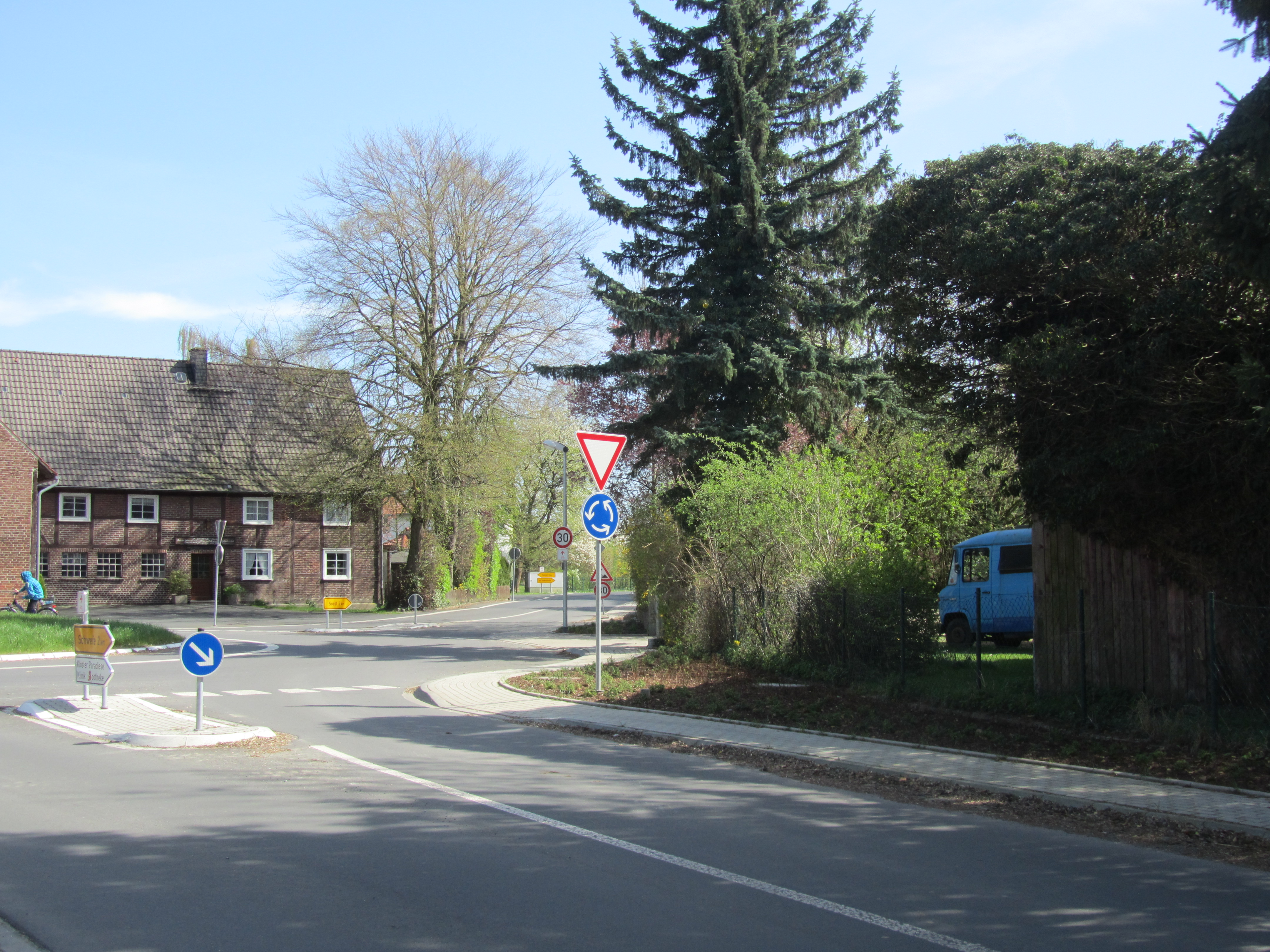
Ortsmitte der ehemaligen Gemeinde Paradiese
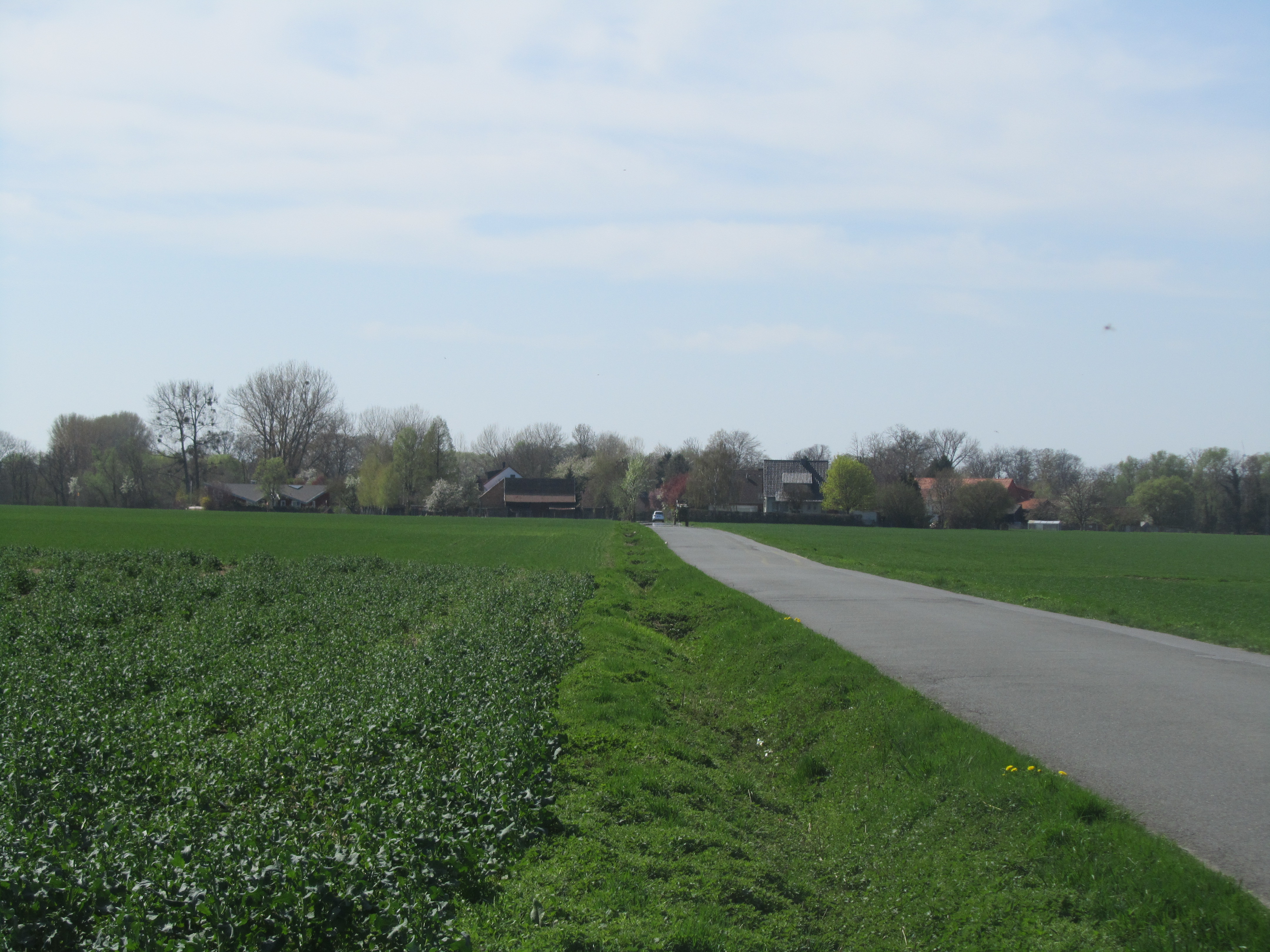
Anblick von Osten, von Soest kommend